# Teodora Guérin
Teodora Guérin, właśc. Anne-Thérèse Guérin (ur. 2 października 1798 w Étables-sur-Mer w Bretanii, zm. 14 maja 1856 w Saint Mary-of-the-Woods w stanie Indiana, USA) – francuska zakonnica, założycielka Zgromadzenia Sióstr Opatrzności, święta Kościoła katolickiego.

## Życiorys
Anna Teresa urodziła się 2 października 1798 r. w Bretanii. Jej rodzicami byli Laurent Guerin i Isabelle Lefevre. Do wieku dorosłego dożyła tylko jej siostra, a pozostała dwójka jej rodzeństwa zmarła we wczesnym dzieciństwie. Gdy miała 15 lat, jej ojciec został zamordowany przez bandytów, odtąd opiekowała się wówczas matką i siostrą. Zarabiała jako krawcowa. 
Mając 25 lat wstąpiła do zgromadzenia i przyjęła imię zakonne Teodora. Pierwsze śluby zakonne złożyła 8 września 1825 r. a śluby wieczyste 5 września 1831 r. Już po nowicjacie zaczęła pracować jako nauczycielka, a za jej zaangażowanie została odznaczona specjalną nagrodą. 
S. Teodora była słabego zdrowia. Kosztem wyleczenia się z choroby, było przyjęcie leków, które znów nadwyrężyły jej układ pokarmowy. Z tego też powodu musiała do końca życia przestrzegać ścisłej diety.
Założyła zgromadzenie Sióstr Opatrzności we francuskiej kolonii Saint Mary-of-the-Woods (Terre Haute) w stanie Indiana w USA, gdzie w 1841 r. siostry otworzyły Akademię Saint Mary-of-the-Woods. Następna placówki tego typu powstały w Jasper i St. Francisville.
Zmarła w opinii świętości 14 maja 1856 r.
Została beatyfikowana przez papieża Jana Pawła II 25 października 1998 roku, a kanonizowana przez papieża Benedykta XVI 15 października 2006 roku.